# 산드루 하니에리
산드루 하니에리 기마랑이스 쿠르데이루(포르투갈어: Sandro Raniere Guimarães Cordeiro, 1989년 3월 15일 ~)는 브라질의 축구 선수이다.